# Betty White
Betty Marion White Ludden (Oak Park, Illinois, 1922. január 17. – Los Angeles, 2021. december 31.) ötszörös Primetime Emmy-díjas és Grammy-díjas amerikai színésznő, komika, aki az 1930-as évek végén kezdte páratlanul hosszú színészi pályáját. A magyar közönség elsősorban az Öreglányok című amerikai szitkom Rose Nylundjaként ismerte meg, de számos nagy sikerű hollywoodi produkcióban játszott, például a Már megint Te? című vígjátékban.

## Életpályája

### Fiatalkora
Betty Marion White az Illionois állambeli Oak Parkban született 1922. január 17-én. Több interjúban is azt állította, hogy „Betty” néven anyakönyveztették, és keresztneve nem az „Elizabeth” beceneve. Édesanyja Christine Tess Cachikis (1899-1985) háztartásbeli volt, édesapja, Horace Logan White (1899-1963) pedig magas tisztséget töltött be egy lámpagyárban.
Apai nagyapja dán, anyai nagyapja görög volt, de ereiben angol és walesi vér is csörgedezik. Mindkét nagyanyja kanadai származású volt. A White család előbb a Kalifornia állambeli Alhambrába, majd később, a gazdasági világválság alatt Los Angelesbe költözött. White apja egy kis plusz pénzért rádiókat szerelt össze és árult, mivel azonban a válság idején az embereknek nem volt számottevő jövedelmük, gyakran kutyákat is elfogadott a rádiókért cserébe.
Kamaszként Betty White minden álma az volt, hogy vadőr lehessen, azonban ez idő tájt nők nem vállalhattak ilyen tisztséget. White érdeklődése előbb az írás felé fordult, majd amikor ő játszotta a főszerepet a középiskolai végzősök bálján rendezett színdarabban, rájött, mennyire érdekli a színészkedés, és elhatározta, hogy színésznő lesz.

### Színészi pályája
Karrierje elején, az 1940-es években White-ot több stúdió is visszautasította, mondván: nem elég fotogén. Így a figyelme a rádiózás felé fordult, ahol nem számított a külseje. A feladata gyakran annyiban merült ki, hogy reklámszövegeket olvasott fel, vagy háttérzajhoz kölcsönözte a hangját. White karrierje a második világháború kitörésével azonban abbamaradt, amikor beállt önkéntesnek.  
Pályája innentől kezdve felfelé ívelt. Hét Emmy-díjat is neki ítéltek, 1983-ban pedig ő lett az első nő, aki megkapta a Daytime Emmy-t, egy olyan díjat, amely kizárólag a napközben futó műsorokra specializálódik. 2013-ban, 91 éves korában ő lett a valaha volt legidősebb jelölt. Emellett Betty White nevéhez fűződik még egy rekord: nincs más előadóművész, akinek első és legutóbbi díja között 61 év telt volna el.
A magyar közönség elsősorban az Öreglányok c. sorozatból ismeri, ahol a bohókás, de jóindulatú Rose Nylundként szórakoztatta lakótársait gyerekkori történeteivel. Szerepelt emellett olyan híres hollywoodi filmekben mint az Enyveskezű Mikulás (2003), a Több a sokknál (2003), és a Már megint Te (2010). Legutóbb a Nyugdíjas bajkeverők (2012) c. reality showban szerepelt, ahol idős emberek tréfálnak meg fiatalokat.

### Halála
2021. december 31-én White álmában hunyt el, Los Angeles Brentwood városrészében lévő otthonában. 99 éves volt. Karácsony napján agyvérzést kapott. White csillagát a hollywoodi Hírességek sétányán, néhány órával a halálhír bejelentése után virágokkal és megemlékezésekkel árasztották el.

## Magánélet
Betty White háromszor is férjhez ment. 1945-ben egy amerikai pilótához, Dick Barkerhez, a házasság azonban nem volt hosszú éltű. Két évvel később egy Lane Allen nevű hollywoodi ügynökkel kötötte össze az életét, de 1949-ben ez a házasság is zátonyra futott.
1963-ban White hozzáment Allen Ludden televíziós műsorvezetőhöz, akivel akkor ismerkedett meg, amikor két évvel korábban meghívott sztárvendégként szerepelt a férfi egyik műsorában. Mielőtt elfogadta volna Ludden ajánlatát, Betty kétszer is kikosarazta. Bár gyermekük nem született, a férfi első házassága lévén Betty mégis három gyermek mostohaanyja lett. Ludden 1981. június 9-én gyomorrákban elhunyt. Betty többé nem ment férjhez.
White nagy állatbarát volt.
Kiváló kapcsolatot ápolt a szintén színésznő Mary Tyler Moore-ral (1936-2017), valamint az Öreglányok c. sorozat Blanche-ével, Rue McClanahan-nel (1934-2010) még a sorozat vége után több mint tíz évvel is rendszeresen beszélt velük.
Kiemelkedő munkájáért több alkalommal is kitüntetésben részesült.

## Filmjei
- Time to kill (1945)
- Hollywood on television (1949-1953)
- The Daring Miss Jones (1951)
- The Betty White Show (1952-1954)
- Life with Elizabeth (1952-1955)
- Date with the Angels (1957-1958)
- Advise and Consent (1962)
- Another World (1964)
- Mary Tyler Moore (1973-1977)
- The Betty White Show (1977-1978)
- Szerelemhajó (1980-1985)
- Stephanie (1981)
- Mama's Family (1983-1986)
- Egy kórház magánélete (1985)
- Ki a főnök? (1985)
- Öreglányok (1985-1992)
- Empty Nest (1989-1992)
- Esély az életre (1991)
- The Golden Palace (1992-1993)
- Halálbiztos diagnózis (1994)
- Maybe This Time (1995-1996)
- Vidéki vakáció (1996)
- Szeleburdi Susan (1996)
- Vízözön (1998)
- Dennis, a komisz ismét pimasz (1998)
- A szentfazék (1998)
- Doktorok (1998)
- A szörny (1999)
- Herkules (1999)
- Velem vagy nélküled (1999)
- Nőrület (1999-2001)
- Texas királyai (1999-2002)
- Elefántmese (2000)
- Tom Sawyer kalandjai (2000)
- A Thornberry család (2000)
- A Simpson család (2000-2007)
- Kutyafalka (2001)
- Tanárok kedvence (2002)
- Igen, drágám! (2002)
- Azok a 70-es évek show (2002-2003)
- Több a sokknál (2003)
- Én vagyok Batman! (2003)
- Billy és Mandy kalandjai a kaszással (2003)
- Enyveskezű Mikulás (2003)
- Ügyvédek (2004)
- Életem értelmei (2004)
- Már megint Malcolm (2004)
- Rém rendetlen család (2004-2005)
- Higglytown Heroes (2004-2007)
- Annie Csúcsa (2005)
- A harmadik kívánság (2005)
- Jogi játszmák (2005-2008)
- Family Guy (2006)
- Gazdagok és szépek (2006-2009)
- Ki ez a lány? (2007)
- Ponyo a tengerparti sziklán (2008)
- A nevem Earl (2009)
- Szeress és táncolj! (2009)
- Nász-ajánlat (2009)
- A stúdió (2009)
- Glenn Martin DDS (2009-2010)
- A semmi közepén (2010)
- Már megint Te?! (2010)
- Balfékek (2010)
- Pound Puppies: Kutyakölyköt minden kiskölyöknek! (2010-2013)
- Vérmes négyes (2010-2015)
- Különleges Valentin nap (2011)
- Ügyféllista (2012)
- Mennyei tippek (2013)
- Mickey egér (2013)
- Dr. Csont (2015-2017)
- Fireside Chat with Esther (2015-2018)
- SpongyaBob Kockanadrág (2016)
- Egymás nyakán (2016)
- Toy Story 4. (2019)
- Kópé (2019)

## Fordítás
- Ez a szócikk részben vagy egészben  a   Betty White című angol Wikipédia-szócikk ezen változatának fordításán alapul.  Az eredeti cikk szerkesztőit annak laptörténete sorolja fel. Ez a jelzés csupán a megfogalmazás eredetét és a szerzői jogokat jelzi, nem szolgál a cikkben szereplő információk forrásmegjelöléseként.